# Ion Druță
Ion Druță, né le 3 septembre 1928 à Horodiște (Roumanie) et mort le 28 septembre 2023 à Moscou (Russie), est un écrivain, poète, dramaturge roumain, soviétique puis moldave et historien de la littérature moldave, membre d'honneur de l'Académie roumaine.

## Biographie
Fils de paysans, Ion Druță nait le 3 septembre 1928 dans le village d'Horodiște (comté de Soroca), alors en Roumanie (aujourd'hui dans le district de Dondușeni en république de Moldavie).
Diplômé de l'école de foresterie, il devient secrétaire d'un selsoviet, puis effectue son service militaire obligatoire entre 1947 et 1951. Il est membre du Komsomol de 1945 à 1956. En 1957, il est diplômé d'études littéraires supérieures au sein de l'Institut de littérature Maxime-Gorki. 
Ion Druță commence à être publié au début des années 1950. Il travaille dans les journaux Țăranul sovietic, Moldova socialistă (qui devint plus tard Moldova Suverană) et le magazine Femeia Moldovei. Le premier volume de Schițe și nuvele, La noi în sat, paraît en 1953, suivi par d'autres œuvres de prose courte et les romans Frunze de dor et Povara bunătății noastre. 
À partir de 1969, il est établi à Moscou (république socialiste fédérative soviétique de Russie, URSS), en publiant en anglais et en russe,.
Ses œuvres Frunze de dor, Balade din câmpie, Ultima lună de toamnă, Povara bunătății noastre, Clopotnița, Horodiște, Întoarcerea țărânii în pământ, Biserica albă, Toiagul păstoriei font partie du patrimoine de la littérature contemporaine moldave.

## Récompenses et honneurs
Ion Druță est décoré de plusieurs ordres et médailles (ordre de Lénine en 1988, ordre du Drapeau rouge du Travail en 1960 et 1984, ordre de l'Amitié des peuples) et détient le titre d'écrivain du peuple. En 1967, pour la pièce de théâtre Casa Mare, le roman Ultima lună de toamnă et le roman Balade din câmpie (la première partie de la dilogie Povara bunătății noastre) Ion Druţă reçoit le Prix d’État de la RSS Moldave. 
En 1987, il devient le président d'honneur de l'Union des écrivains de la république de Moldavie, un poste auquel il est élu à l'unanimité lors de l'assemblée générale des écrivains. 

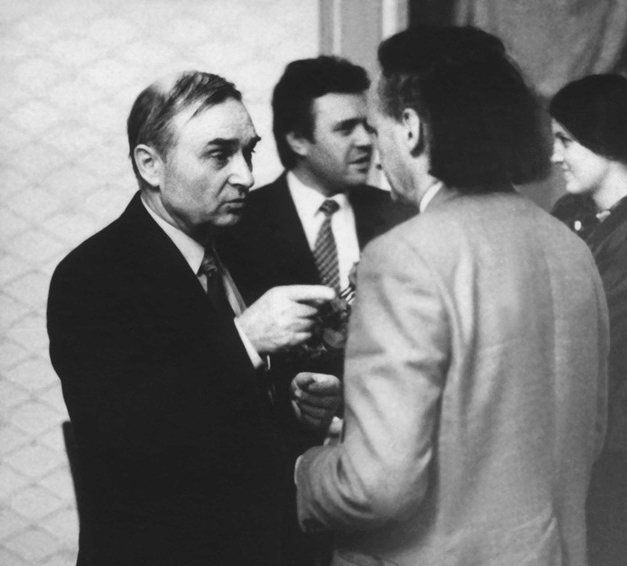
Ion Druță et Grigore Vieru au début des années 1990, à l'ambassade de Moldavie à Bucarest.

En 1990, il est élu membre d'honneur de l'Académie roumaine, et, le 30 décembre 1992, membre de l'Académie des sciences de Moldavie. Il a été inclus dans la liste des dix écrivains de l'année 1990 (Moldova Literară, 26 juillet 1995).
L’œuvre de Druță est appréciée par ses contemporains. Selon le critique littéraire moldave Mihai Cimpoi (en), « par ses caractéristiques essentielles, le travail de Ion Druță ... exprime la résistance morale et spirituelle à tout ce qui sape les notions du national, de l'humain, du sacré ». Selon Wolfgang Kasack, « Les œuvres de Druță expriment son amour pour la Moldavie et tout particulièrement pour la paysannerie moldave. Elles se distinguent par la profondeur de sa perception religieuse et éthique du monde ».
Le 26 août 2008, il reçoit le prix d'État de Moldavie, pour une contribution exceptionnelle au développement de la culture et de la littérature nationale et universelle.
Le 11 septembre 2009, Ion Druță devient le premier chevalier de l'ordre de Bogdan Ier le Fondateur. Le président de la république de Moldavie Vladimir Voronin le reçoit « en signe de profonde gratitude pour sa contribution spéciale à la renaissance nationale, pour les mérites dans le développement des relations culturelles avec les pays étrangers et prodigieuse activité afin d'accroitre le prestige international de la Moldavie »,.
Depuis les années 1990, sa position sur la question ethnique et linguistique de Moldavie est apparue de plus en plus controversée (Débat autour de l'identité moldave).

## Œuvres

### Œuvres dramatiques
- Casa Mare (1959)
- Păsările Tinereții noastre (1971)
- Doina (1979)
- Cervus divinus (1977-1981, 1987)
- Sfânta sfintelor (1977)[3]

### Histoires courtes
- Sania, roman
- Toiagul păstoriei, roman
- La noi în sat (1953), un volume de dessins et d'histoires courtes
- Ultima lună de toamnă, roman
- Samariteanca, roman
- Horodiște

### Romans
- Frunze de dor (première édition, Editura de Stat a Moldovei, 1957)[10] - réédité de nombreuses fois
- Povara bunătății noastre - dilogie (1963; 1968) (le premier livre intitulé Balade din câmpie est apparu en 1963, et dilogia integrală paru à Moscou en 1968)[4]
- Clopotnița
- Întoarcerea țărânii în pământ
- Biserica albă
- Păsările tinereții noastre (1971)